# Bazzazian
Bazzazian (bürgerlich: Benjamin Bazzazian; * 1979 in Köln) ist ein Musikproduzent für Pop- und Rapmusik aus Köln. Er bildet mit Farhot das Produzentenduo Die Achse.

## Biografie
Im Alter von 13 Jahren fing Bazzazian an, Gitarre zu spielen. Nachdem sich seine damalige Band aufgelöst hatte, begann er, Stücke alleine mit einem Akai MPC 2000 zu produzieren.
Zu Beginn seiner Karriere nannte sich Bazzazian noch Benny Blanco, legte dieses Pseudonym aber wegen der Verwechslungsgefahr mit dem gleichnamigen US-Produzenten ab. Seine erste offizielle Produktion war 2003 das Stück Nr. 1 auf dem Album Faust des Nordwestens des Rappers Azad.
2016 war Bazzazian verantwortlich für Instrumentale auf den Top-Ten-Alben von u. a. Samy Deluxe, Haftbefehl und Kontra K. Im selben Jahr wurde er außerdem Teil des von Selfmade Records gegründeten Produzententeams Production Unit, bestehend aus Alexis Troy, Yunus „Kingsize“ Cimen und ihm.
Bazzazian arbeitete als Musical Supervisor und „musikalische Stimme“ der Hauptrolle an der Netflix-Serie Skylines (2019) mit, welche von einem Hip-Hop-Produzenten handelt. Dafür wurde er 2020 mit dem Grimme-Preis ausgezeichnet. Die Jury lobte den „furiosen Umgang mit der Musik in der Serie“. Bazzazian habe mit einigen der wichtigsten Szene-Protagonisten im Studio zusammengearbeitet und dazu beigetragen, dass die Musik zum „integrativen Moment der Handlung“ geworden sei, sie treibe das Geschehen voran und kommentiere es.
Am 17. Oktober 2024 veröffentlichte er das Produzentenalbum 100Angst, auf dem verschiedene Künstler vertreten sind, darunter Schmyt, Trettmann, Haiyti, Brutalismus 3000, Souly, Tarek Ebéné, Blumengarten, Casper, Edwin Rosen und Miss Platnum.

## Diskografie

### Soloalben
- 2024: 100Angst (Eigenproduktion)

### Als Produzent (Auswahl)
- 2003: Faust des Nordwestens – Azad
- 2009: 4 Fäuste für ein Halleluja – Olli Banjo & Jonesmann
- 2010: Azzlack Stereotyp – Haftbefehl
- 2010: Diversity – Gentleman
- 2014: Russisch Roulette – Haftbefehl
- 2016: Berühmte letzte Worte – Samy Deluxe
- 2016: Labyrinth – Kontra K
- 2016: Der Holland Job – Coup (Haftbefehl & Xatar)
- 2018: Solang die Vögel zwitschern gibt‘s Musik – Marsimoto
- 2018: Get the Strap – Olexesh, Hanybal & Young Buck
- 2019: Kaputt wie ich – Tarek K.I.Z
- 2019: GLITZA – Milonair, Capital Bra & Haftbefehl
- 2020: Weißer Drache – Tarek K.I.Z
- 2020: Das weiße Album – Haftbefehl
- 2021: Das schwarze Album – Haftbefehl
- 2022: Mainpark Baby – Haftbefehl
- 2024: Haut wie Pelz – Apsilon

### Als Interpret
- 2019: The Opera (mit Miss Platnum)
- 2024: 100Angst

### MitDie Achse
- 2018: Angry German (EP)
- 2019: Hooligan (EP)

## Auszeichnungen

### Hiphop.de Awards
- 2014: Bester Produzent national[11]

- 2020: Bester Produzent national[12]

### Weitere Auszeichnungen
- 2020: Grimme-Preis für Skylines[8]
- 2024: Preis für „Bestes Alternative Album“ der IDP Stiftung für Musik- und Talentförderung